# Fort Dobbs
Fort Dobbs était un fort du XVIIIe siècle proche du fleuve Pee Dee dans la province de Caroline du Nord, près de ce qui est maintenant Statesville dans  le comté d'Iredell, en Caroline du Nord, aux États-Unis. Utilisé pour la défense des frontières pendant et après la guerre de la Conquête, le fort a été construit pour protéger les colons britanniques de la partie ouest de ce qui était alors le comté de Rowan et a servi comme un avant-poste important pour les soldats, les commerçants et les fonctionnaires coloniaux. La structure du Fort Dobbs était un baraquement avec des murs en bois, entouré d'une palissade et des douves. Il était destiné à fournir une protection contre les raids des Cherokees, Catawba, Shawnees, Lenapes et Français en Caroline du Nord.
Le fort est nommé en l'honneur d'Arthur Dobbs, le gouverneur colonial de la Caroline du Nord de 1754 à 1765. Ce dernier a joué un rôle dans la conception du fort et a autorisé sa construction. À l'époque, il était le seul fort de Caroline du Nord sur la frontière avant la Caroline du Sud au sud et la Virginie au nord. Fort Dobbs a été abandonnée après 1766 et a progressivement disparu. Les travaux archéologiques du XXe siècle et de la recherche historique en 2005 et 2006 ont conduit à la découverte de l'emplacement exact du fort et à valider son apparence probable. Le site sur lequel le fort se trouvait est maintenant géré par le département des sites historiques de la Caroline du Nord et la propriété de l'État comme Fort Dobbs State Historic Site. Il est inscrit au Registre national des lieux historiques depuis 1970.